# Júnio Olimpo
Júnio Olimpo (em latim: Junius Olympus) foi um oficial romano do século III, ativo no tempo de Galério (r. 253–268). Um homem perfeitíssimo (vir perfectisimus), teria servido como presidente (praeses) da Arábia em 262/263.